# Bourré au son
Bourré au son – płyta francuskiego rapera La Fouine wydana w 2005 roku.

## Lista utworów
1. Peu á l’arrivée
2. Bourré au son
3. Quelque chose de spécial
4. Basta
5. Peace On Earth
6. Autobiographie
7. J’roule
8. J’rap pour le Fric
9. Fouiny Flow
10. C’est ça
11. Marche ou crève
12. Symphonie
13. L’unité
14. Die
15. Groupie love
16. Quelque chose de sauvage